# Baet Lamphuot
Baet Lamphuot is een bestuurslaag in het regentschap Aceh Besar van de provincie Atjeh, Indonesië. Baet Lamphuot telt 211 inwoners (volkstelling 2010).